# Marcus Claudius Marcellus (consul en -183)
Pour les articles homonymes, voir Marcus Claudius Marcellus.
Marcus Claudius Marcellus est un homme politique romain, issu de la famille d'origine plébéienne des Claudii Marcelli, elle-même branche de la gens des Claudii.

## Biographie
Il accède au consulat en 183 av. J.-C, avec pour collègue Quintus Fabius Labeo.
Marcus Claudius est censeur en 174 av. J.-C., avec pour collègue Titus Quinctius Flamininus. Dans le cadre de sa censure, il s'occupe de la réfection des rues à l'intérieur de Rome, et les met pour la première fois en adjudication.
Marcus Claudius décède en 169 av. J.-C., alors qu'il est decemvir.